# Azcapotzalco (altépetl)

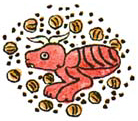
Representação mexica de Azcapotzalco

Azcapotzalco foi um altépetl (cidade-estado) dos povos nauas pré-colombianos do Vale do México, na margem ocidental do Lago Texcoco.
O nome Azcapotzalco significa "no monte das formigas" em nauatle. Os seus habitantes eram chamados azcapotzalcas.
Segundo o analista Chilmapahin, Azcapotzalco foi fundado pelos tepanecas em 995. O seu mais famoso governante (tlatoani) foi Tezozómoc. Cerca do ano 1300, os tepanecas de Azcapotzalco começaram a dominar a região do Lago Texcoco e suas órbitas. Em 1428 a cidade foi conquistada pelos astecas.